# Baron Trenck (pivo)

## Pivo
Baron Trenck je značka speciálního piva, s obsahem alkoholu 6 % vyráběné v pivovaru Heineken Česká republika, pobočka Starobrno. Je pojmenováno po slavném baronu Františku Trenckovi. Na rozdíl od ostatních speciálních piv z portfolia pivovaru Starobrno (Červený drak, Black drak) se jedná o klasický ležák světlého typu, který se distribuuje nejen v lahvích, ale plní se i do sudů a prodává jako čepovaný.

## Pivní pálenka
Ve spolupráci s firmou Rudolf Jelínek z Vizovic se z piva Baron Trenck pálí pivní pálenka s obsahem alkoholu 50 %, na trh distribuovaná pod názvem Bier Brand BT.